# Josef Patzelt
Josef Patzelt (* 13. August 1926 in Wiener Neustadt; † November 2015) war ein österreichischer Architekt.

## Leben
Josef Patzelt wurde am 13. August 1926 in Wiener Neustadt geboren. Er war von 1967 bis 1987 Professor und Abteilungsleiter an der Höheren Technischen Bundeslehr- und Versuchsanstalt Wiener Neustadt. Als Architekt setzte er vor allem Projekte der Römisch-katholischen Kirche in Österreich um. Ab 1978 war Patzelt Mitglied des Wiener Künstlerhauses. In seiner Pension widmete er sich verstärkt der Kunst. Er starb im November 2015 und wurde auf dem Wiener Neustädter Friedhof bestattet.

## Auszeichnungen
- 1996: Goldener Lorbeer: Künstlerhaus Wien[3]

## Realisierungen

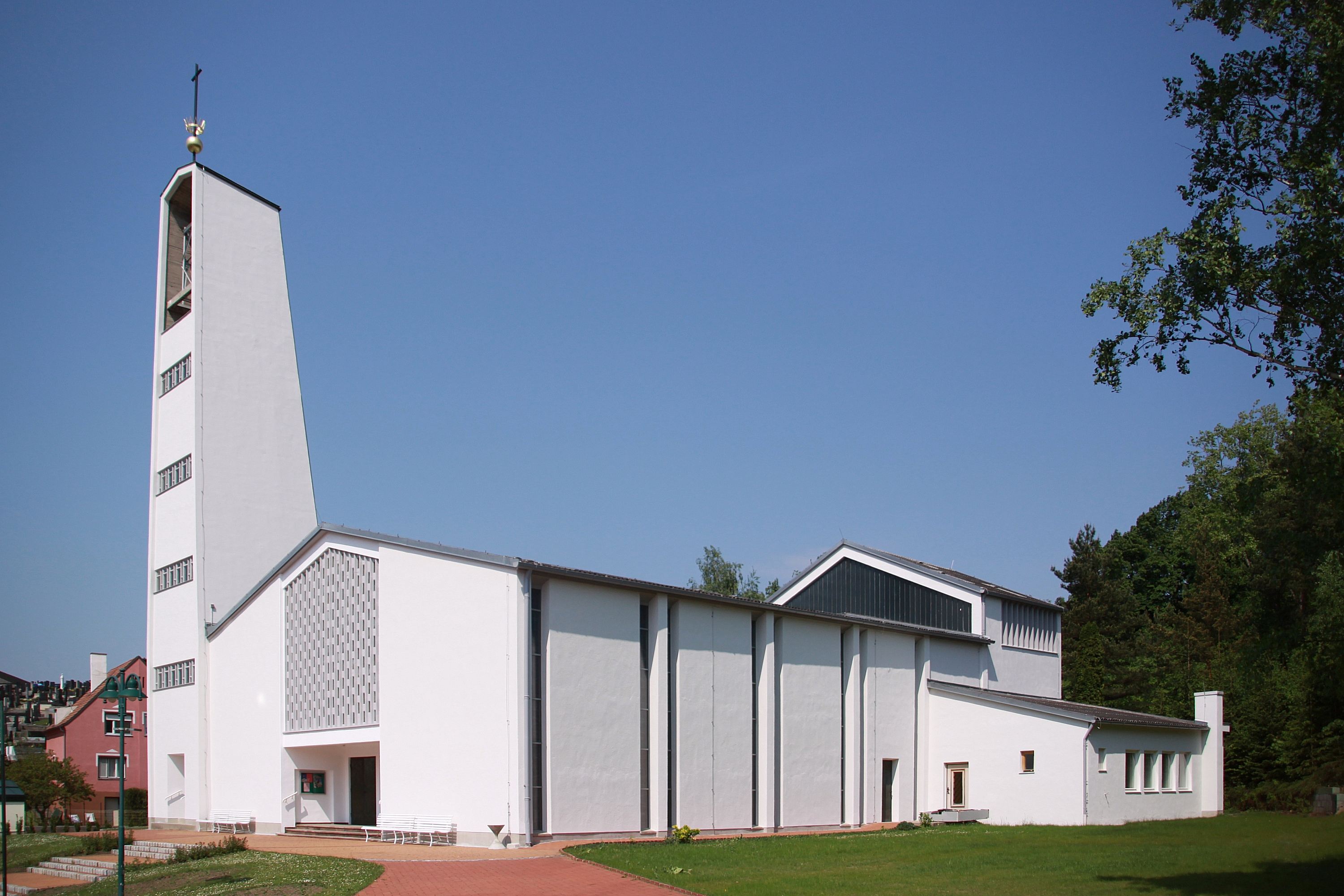
Pfarrkirche zum heiligen Sebastian in Rohrbach bei Mattersburg (errichtet 1959–1962)

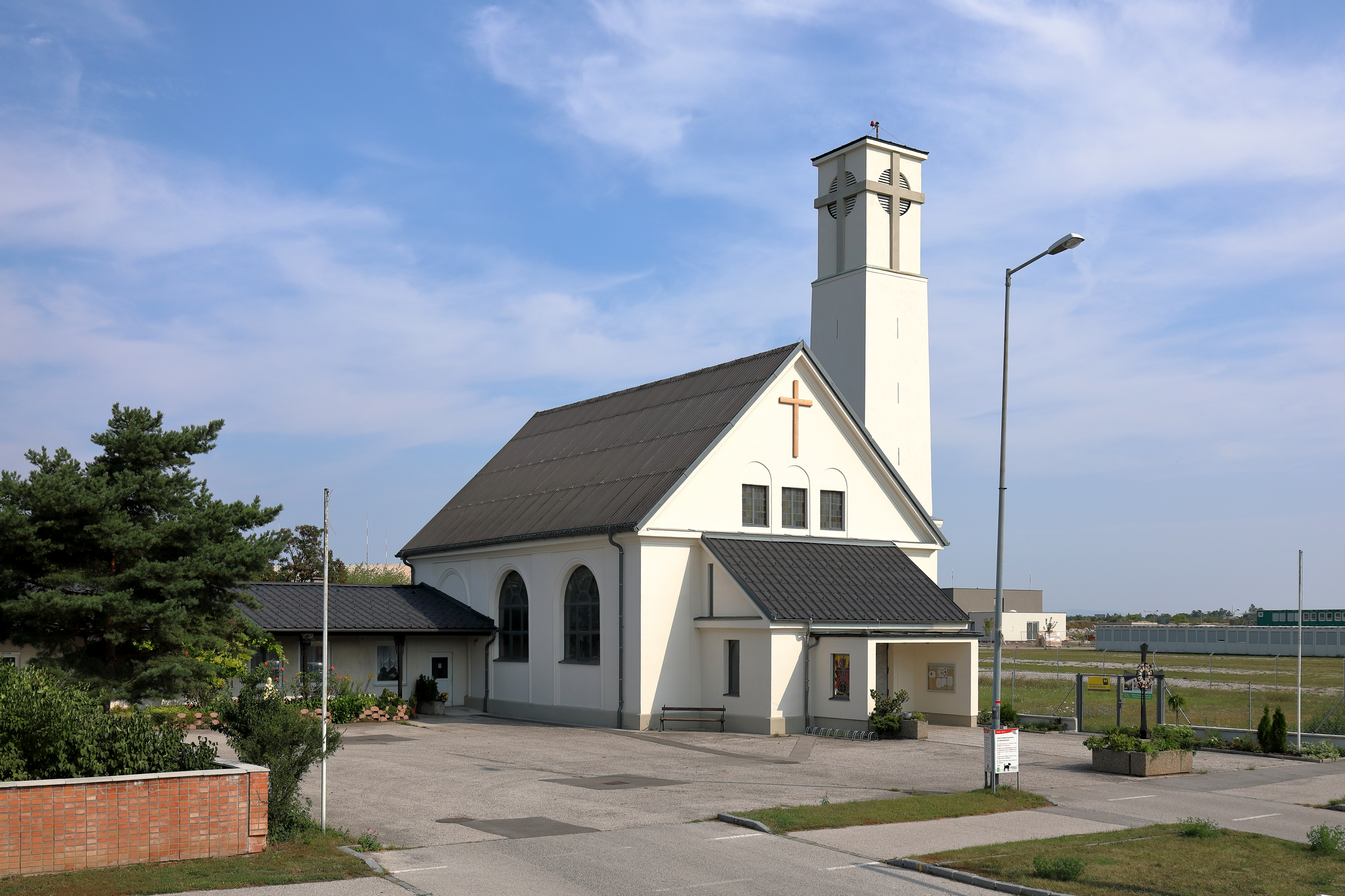
Pfarrkirche St. Anton am Flugfeld in Wiener Neustadt (Umbau; 1960–1964)

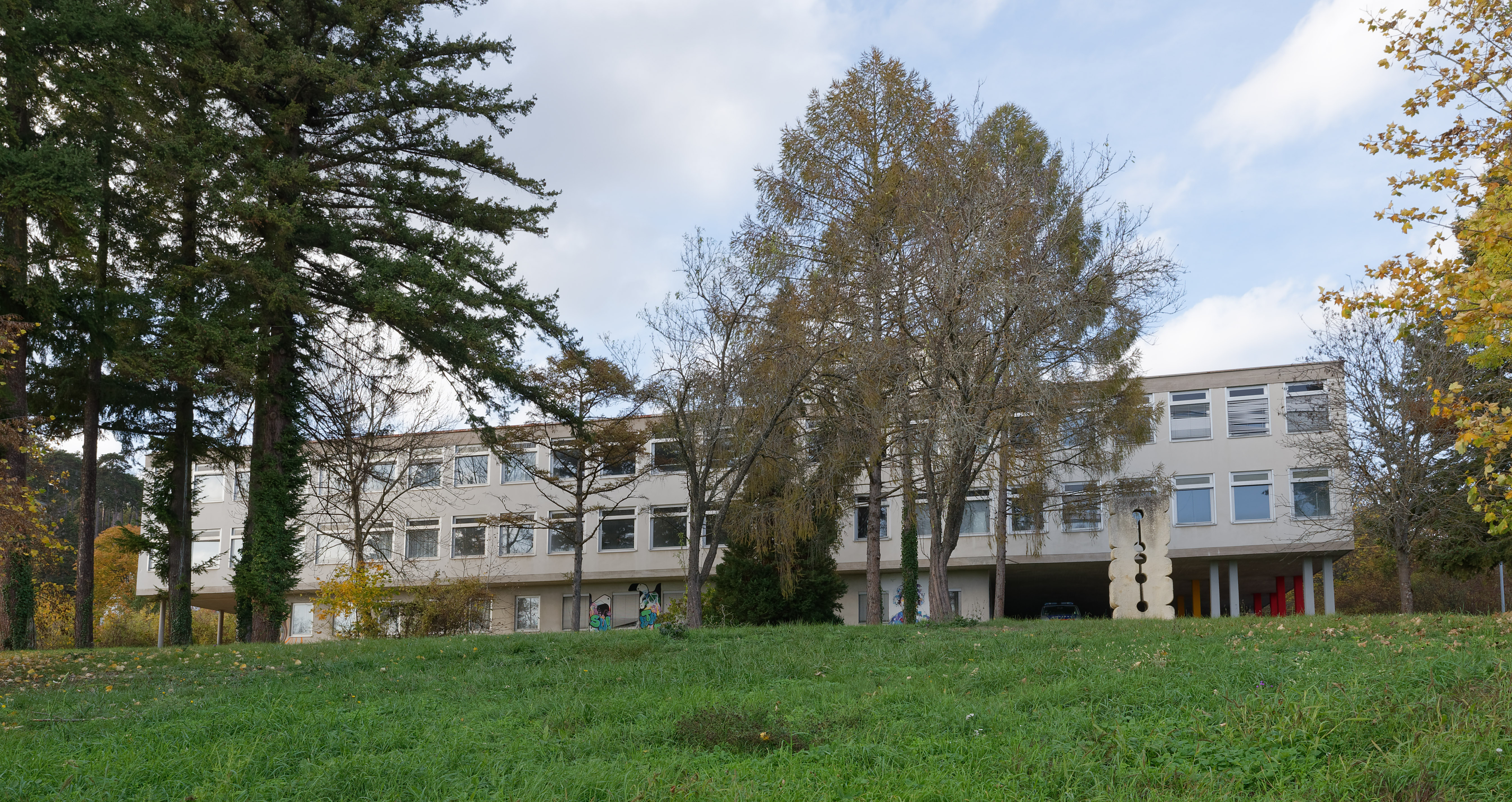
Pädagogische Akademie (PÄDAK) in Eisenstadt (errichtet 1966–1968)

- 1957–1959: Neubau: Pfarrkirche Herz Mariae in Wiener Neustadt
- 1958–1962: Neubau: Neue Katholische Pfarrkirche zum Heiligen Geist in Wiesen
- 1959–1962: Neubau: Katholische Pfarrkirche zum heiligen Sebastian in Rohrbach bei Mattersburg
- 1960–1964: Umbau: Pfarrkirche St. Anton am Flugfeld in Wiener Neustadt
- 1961–1962: Neubau: Katholische Filialkirche Heilige Familie in Wiener Neustadt
- 1962: Neubau: Niederösterreichisches Landesfürsorgeheim in Wiener Neustadt, Neudörfler Straße Nr. 50
- 1966–1968: Neubau: Pädagogische Akademie (PÄDAK) in Eisenstadt[4]
- 1967–1970: Neubau: Katholische Pfarrkirche Mariä Himmelfahrt in Bad Sauerbrunn
- 1971–1975: Neubau: Katholische Filialkirche zur heiligen Barbara im Ort Zillingdorf-Bergwerk der Gemeinde Zillingdorf
- 1974–1975: Erweiterung der Moderne der Pfarrkirche Apetlon in Apetlon
- 1975: Neubau: Kath. Pfarrkirche Klingenbach in Klingenbach, der Kirchturm wurde belassen.
- 1977–1978: Neubau: St.-Paul-Kirche und Pfarrzentrum in Krems an der Donau
- ?–1985: Neubau: Katholische Pfarrkirche Persenbeug Maria Königin aller Heiligen